# Mel Collins
Melvyn Desmond Alan Collins, detto Mel (Banstead, 5 settembre 1947), è un sassofonista e flautista britannico.
Vanta numerosissime apparizioni come session man.
È stato membro dei King Crimson dal 1970 al 1972, biglietto da visita che gli ha aperto le porte di Camel, The Alan Parsons Project e Dire Straits (con cui prese parte alla tournée Dire Straits 1982/3), e di una lunghissima serie di collaborazioni come session man tra cui The Rolling Stones, Caravan, Eric Clapton, Bryan Ferry, Marianne Faithfull, Richie Havens, David Sylvian, Tears for Fears, The Alan Parsons Project, Lucio Battisti, Tina Turner, Alexis Korner, Bad Company, Alvin Lee, Uriah Heep, baron rojo, Robert Palmer, Phil Manzanera, Joan Armatrading, Pete Townshend, Tom Waits, Chris Squire, Humble Pie, Eric Burdon, Joe Cocker, Terence Trent D'Arby, Go West, Nick Mason, Meat Loaf, Milli Vanilli, Propaganda, Cliff Richard, Clannad, David Byron, Richard Wright, Kokomo, Sergio Caputo, Pino Daniele (a più riprese a partire dal tour di Bella 'mbriana del 1982 fino a Boogie boogie man del 2010), solo per citare i più famosi.
Attualmente è di nuovo in tour con i King Crimson, riunitisi nel 2013.

## Discografia selezionata
- Jack Green: Humanesque
- Alan Parsons Project: Eye in the Sky; Ammonia Avenue
- Joan Armatrading: Show Some Emotion; Walk Under Ladders; Key
- Bad Company: Bad Company; Burning Sky; Rough Diamonds
- Lucio Battisti: Una giornata uggiosa
- Bucks Fizz: Bucks Fizz; Writing On The Wall
- Eric Burdon: Darkness Darkness
- The Byron Band: Lost And Found
- David Byron: On the Rocks
- Camel: Rain Dances; A Live Record; Breathless; I Can See Your House From Here; Nude; Stationary Traveller; Pressure Points
- Baron Rojo: volumen brutal
- Jim Capaldi: The Sweet Smell of... Success; Let the Thunder Cry; Fierce Heart; Some Come Running
- Sergio Caputo: Lontano che vai
- Caravan: Back to Front; Collection
- Clannad: Macalla; Sirius; Pastpresent; Anam; Lore
- Eric Clapton: Slowhand
- Joe Cocker: Cocker
- Pino Daniele: Musicante, Bonne Soirèe, Boogie Boogie Man
- Terence Trent D'Arby: Introducing the Hardline According to
- Dire Straits: ExtendedancEPlay; Alchemy: Dire Straits Live
- Bryan Ferry: Let's Stick Together; In Your Mind; Taxi
- Flavio Giurato: Il tuffatore (1982); Marco Polo (1984)
- Humble Pie: Thunderbox; Street Rats
- King Crimson: In the Wake of Poseidon; Lizard; Islands; Earthbound; Red; Ladies of the Road; A Scarcity of Miracles (Progetto legato ai King Crimson uscito a nome di Jakszyk, Fripp and Collins)
- Alexis Korner: Accidentally Born in New Orleans; Snape Live on Tour; Alexis Korner; Mr. Blues; The Party LP; And Friends
- Alvin Lee: Road to Freedom; In Flight; Pump Iron; Pure Blues
- Phil Lynott: The Philip Lynott Album
- Phil Manzanera: Listen Now; K Scope; Guitarissimo (1975-1982)
- Meat Loaf: Blind Before I Stop
- Natasha England (Natasha): Captured Album and Iko Iko single
- Robert Palmer: Pressure Drop
- Cozy Powell: Tilt
- Gerry Rafferty: Night Owl; Snakes and Ladders; Sleepwalking; North & South; On A Wing And A Prayer; Over My Head
- Cliff Richard: 31st of February Street; Now You See Me... Now You Don't
- Rolling Stones: Love You Live (dubbio - Collins non compare nei credits né tra il line-up delle band ai concerti); Some Girls
- Chris Squire: Fish Out Of Water
- Stray Cats: Rant N' Rave with the Stray Cats
- David Sylvian: Gone to Earth
- Tears for Fears: The Hurting; Songs from the Big Chair
- Guido Toffoletti's Blues Society: Ways Back LP Appaloosa - brani dal 1979 al 1987 con Mick Taylor; Paul Mills; Ian Stewart; Jorma Kaukonen; Zoot Money; Mel Collins; Paul Jones; Tolo Marton
- Guido Toffoletti's Blues Society: Little by Little... Bit by Bit 1982 LP Young Records - con Paul Mills; Mel Collins; Paul Jones
- Pete Townshend/Ronnie Lane: Rough Mix
- Tina Turner: Private Dancer
- Roger Waters: Radio K.A.O.S.
- Richard Wright: Wet Dream
- No-Man: Flowermouth
- Gianni Togni-Bersaglio Mobile
- Richie Havens-Common Ground